# US Nautical Almanac Office
US Nautical Almanac Office (Biuro Almanachu Nawigacyjnego Stanów Zjednoczonych), zostało powołane w 1849, obecnie część Obserwatorium [Astronomicznego] Marynarki Wojennej Stanów Zjednoczonych (United States Naval Observatory) z siedzibą w Waszyngtonie. Wydaje szereg publikacji, m.in. Almanach Nawigacyjny (Nautical Almanac). Od 1958 (z edycją w 1960), publikacja jest wydawana wspólnie z HM Nautical Almanac Office.